# Kamp Koral: SpongeBob's Under Years
Kamp Koral: SpongeBob's Under Years (Kamp Koral - Bob Esponja, Primeiros Anos! no Brasil, ou apenas Kamp Koral) é uma série de desenho animado estadunidense que teve sua estreia no Paramount Plus no dia 4 de março de 2021. A série é um spinoff de SpongeBob SquarePants.

## Enredo
Uma esponja de 10 anos chamada Bob Esponja vai para um acampamento de verão chamado Kamp Koral.

## Personagens
- SpongeBob SquarePants (voz de Tom Kenny)[3]
- Patrick Estrela (voz de Bill Fagerbakke)[3]
- Squidward Tentacles (voz de Rodger Bumpass)[3]
- Mr. Krabs (voz de Clancy Brown)[3]
- Sandy Cheeks (voz de Carolyn Lawrence)[3]
- Plankton (voz de Mr. Lawrence)[3]
- Mrs. Puff (voz de Mary Jo Catlett)[3]
- Karen (voz de Jill Talley)[3]
- Pearl Krabs (voz de Lori Alan)[3]
- Nobby e Narlene (voz de Carlos Alazraqui e Kate Higgins respectivamente)[4]

## Produção
Em 14 de fevereiro de 2019, foi anunciado que um spinoff, na época sem nome, de SpongeBob SquarePants estava sendo trabalhado na Nickelodeon. Em 4 de junho de 2019, foi anunciado que a animação computadorizada sob o título de trabalho de Kamp Koral recebeu oficialmente um sinal verde com uma ordem de 13 episódios. Em 19 de fevereiro de 2020, a série foi oficialmente intitulada como Kamp Koral: SpongeBob's Under Years. Também foi anunciado que as vozes originais de SpongeBob SquarePants iriam retornar. A série estava programada para estrear na Nickelodeon em julho de 2020, mas no dia 30 do referido mês, foi anunciado que a série seria lançada na CBS All Access, o serviço de streaming da ViacomCBS, no início de 2021.